# Wybe Gerens
Wybe Gerens (russisch Выбе Геренс; * im 17. Jahrhundert; † 3. Augustjul. / 14. August 1713greg. in Archangelsk) war ein niederländisch-russischer Schiffbauer.

## Leben
Gerens war Schiffbauer auf der Amsterdamer Werft der Niederländischen Ostindien-Kompanie.
Als Peter I. mit der Großen Gesandtschaft nach Amsterdam kam, arbeitete er 1697 mit Wereschtschagin, Fedossei Skljajew, Alexander und Gawriil Menschikow, Iwan Golowin, Iwan Kotschet, Filipp Paltschikow auf der Amsterdamer Werft der Niederländischen Ostindien-Kompanie, um das Schiffbauhandwerk zu erlernen. Unter der Leitung des Meisters Gerens bauten sie in drei Monaten die 26/32-Kanonen-Fregatte Heilige Peter und Paul. Auf Einladung Peters  I. trat Gerens nun in den russischen Dienst. Zusammen mit seinem Sohn Pieter Gerens als Assistent reiste er 1697 nach Woronesch.
In Woronesch baute Gerens zwei Linienschiffe für die Asow-Flotte und zwei Yachten. 1703 wurde er mit seinem Sohn auf die Olonezer Werft in Lodeinoje Pole geschickt. Er baute dort drei Fregatten und eine Galiot, wobei ihm der Untermeister Iwan Nemzow half. Ab 1706 baute Gerens auf der St. Petersburger Admiralitätswerft eine weitere Fregatte, einige Transportschiffe und 
zwei Prahme.
Als Peter I. 1708 beschloss, für den beschleunigten Aufbau der Baltischen Flotte Linienschiffe und Fregatten auf der Solombala-Werft auf der Solombala-Insel in Archangelsk bauen zu lassen, wurde Gerens mit seinem Sohn dorthin geschickt. Sie bauten nach Plänen Peters I. und Fedossi Skljajews sieben 52-Kanonen-Linienschiffe und zwei 30-Kanonen-Fregatten. Die Schiffe wurden dann um Skandinavien herum nach Reval überführt.
Gerens starb nach einer Erkältung am 14. August 1713 und wurde auf dem Friedhof auf der Insel Solombala begraben. Die beiden von ihm noch auf Kiel gelegten Linienschiffe stellte sein Sohn fertig, der dann noch weitere Linienschiffe und Fregatten baute.